# Springsure
Springsure ist eine kleine Ortschaft in Queensland, 66 km südlich Emerald und 765 km nordwestlich von Brisbane.
Der erste Europäer, der in das Gebiet kam, war Ludwig Leichhardt, dem später europäische Siedler folgten. In der Umgebung von Springsure kam es 1872 zu Opalfunden in vulkanischem Gestein, in Rhyolith und Basalt. Allerdings waren die Opale kaum wirtschaftlich verwertbar, da die Opale nach ihrer Freilegung rissig waren und leicht brachen. Zusätzlich kam es unter den atmosphärischen Bedingungen zu Verlusten des Farbenspiels.
Um Springsure gibt es verschiedene Kohlebergwerke, wie die Minerva und die Rolleton Mine, die von wirtschaftlicher Bedeutung sind. Wichtig für Springsure ist heute die Viehzucht und der Anbau von Sonnenblumen, Sorghumhirsen, Weizen und Kichererbsen.

## Tourismus
Es gibt einen Flughafen, Caravanpark, ein Krankenhaus, eine Bibliothek, Motocross-Bahn und Polizeistation, Tankstelle und ein Ausstellungsgelände. In der Nähe der Ortschaft liegt der Carnarvon-Nationalpark.